# Bathyedithia tuberculata
Bathyedithia tuberculata är en ringmaskart som beskrevs av Levenstein 1981. Bathyedithia tuberculata ingår i släktet Bathyedithia och familjen Polynoidae. Inga underarter finns listade i Catalogue of Life.